# Belfast North (circonscription de l'Assemblée d'Irlande du Nord)
Pour les articles homonymes, voir Belfast North.
Belfast North est une circonscription de l'Assemblée d'Irlande du Nord.
Le siège a d’abord été utilisé pour l’élection de Assemblée en 1973. Il partage généralement des frontières avec la circonscription britannique de Belfast North, cependant, les limites des deux circonscriptions étaient légèrement différentes de 1973 à 1984, de 1983 à 1986 et de 2010 à 2011, car les limites de l’Assemblée n’avaient pas rattrapé les changements de limites parlementaires de 1996 à 1997, lorsque les membres du Forum d’Irlande du Nord avait été élu dans les nouvelles circonscriptions parlementaires, mais le 51e Parlement du Royaume-Uni, élu en 1992 en vertu des limites des circonscriptions parlementaires de 1983-1995, était toujours en session.
Les membres ont ensuite été élus dans la circonscription à la Convention constitutionnelle de 1975, à l’Assemblée de 1982, au Forum de 1996, puis à l’Assemblée actuelle à partir de 1998.
Pour plus de détails sur l'histoire et les limites de la circonscription, voir Belfast North (circonscription du Parlement britannique).

## Membres
| Élection                  | MLA (parti)                  | MLA (parti)               | MLA (parti)                       | MLA (parti)                    | MLA (parti)                   | MLA (parti)                    | MLA (parti)                         | MLA (parti)          | MLA (parti)        | MLA (parti)                             | MLA (parti) | MLA (parti)        |
| ------------------------- | ---------------------------- | ------------------------- | --------------------------------- | ------------------------------ | ----------------------------- | ------------------------------ | ----------------------------------- | -------------------- | ------------------ | --------------------------------------- | ----------- | ------------------ |
| 1973                      |                              | Gerry Fitt (SDLP)         |                                   | Lloyd Hall-Thompson (UUP/UPNI) |                               | John Ferguson (Alliance Party) |                                     | William Morgan (UUP) |                    | Frank Millar (UUP/Independent Unionist) |             | John McQuade (DUP) |
| 1975                      |                              | Gerry Fitt (SDLP)         |                                   | Lloyd Hall-Thompson (UUP/UPNI) | Billy Bell (UUP)              |                                | William Annon (DUP)                 | William Morgan (UUP) |                    | Frank Millar (UUP/Independent Unionist) |             |                    |
| 1982                      | Paschal O'Hare (SDLP)        | 5 sièges 1982–1998        | 5 sièges 1982–1998                |                                | Paul Maguire (Alliance Party) | John Carson (UUP)              | George Seawright (DUP)              |                      |                    | Frank Millar (UUP/Independent Unionist) |             |                    |
| 1996                      |                              | 5 sièges 1982–1998        | 5 sièges 1982–1998                | Gerry Kelly (Sinn Féin)        |                               | Alban Maginness (SDLP)         | David Browne (UUP)                  |                      | Billy Snoddy (DUP) | Nigel Dodds (DUP)                       |             |                    |
| 1998                      |                              | Billy Hutchinson (PUP)    | Fred Cobain (UUP)                 | Gerry Kelly (Sinn Féin)        |                               | Alban Maginness (SDLP)         | Fraser Agnew (Independent Unionist) |                      |                    | Nigel Dodds (DUP)                       |             |                    |
| 2003                      |                              | Kathy Stanton (Sinn Féin) | Fred Cobain (UUP)                 | Gerry Kelly (Sinn Féin)        |                               | Alban Maginness (SDLP)         | Nelson McCausland (DUP)             |                      |                    | Nigel Dodds (DUP)                       |             |                    |
| 2007                      | Carál Ní Chuilín (Sinn Féin) |                           | Fred Cobain (UUP)                 | Gerry Kelly (Sinn Féin)        |                               | Alban Maginness (SDLP)         | Nelson McCausland (DUP)             |                      |                    | Nigel Dodds (DUP)                       |             |                    |
| Septembre 2010 Cooptation | Carál Ní Chuilín (Sinn Féin) | William Humphrey (DUP)    | Fred Cobain (UUP)                 | Gerry Kelly (Sinn Féin)        |                               | Alban Maginness (SDLP)         | Nelson McCausland (DUP)             |                      |                    |                                         |             |                    |
| 2011                      | Carál Ní Chuilín (Sinn Féin) | William Humphrey (DUP)    |                                   | Gerry Kelly (Sinn Féin)        | Paula Bradley (DUP)           | Alban Maginness (SDLP)         | Nelson McCausland (DUP)             |                      |                    |                                         |             |                    |
| 2016                      | Carál Ní Chuilín (Sinn Féin) | William Humphrey (DUP)    | Nichola Mallon (SDLP)             | Gerry Kelly (Sinn Féin)        | Paula Bradley (DUP)           |                                | Nelson McCausland (DUP)             |                      |                    |                                         |             |                    |
| '2017                     | Carál Ní Chuilín (Sinn Féin) | William Humphrey (DUP)    | Nichola Mallon (SDLP)             | Gerry Kelly (Sinn Féin)        | Paula Bradley (DUP)           | 5 sièges 2017–présent          | 5 sièges 2017–présent               |                      |                    |                                         |             |                    |
| 2022                      | Carál Ní Chuilín (Sinn Féin) |                           | Nuala McAllister (Alliance Party) | Gerry Kelly (Sinn Féin)        | Phillip Brett (DUP)           | 5 sièges 2017–présent          | 5 sièges 2017–présent               | Brian Kingston (DUP) |                    |                                         |             |                    |

Note: Les colonnes de ce tableau sont utilisées uniquement à des fins de présentation et aucune importance ne doit être attachée à l'ordre des colonnes. Pour plus de détails sur l'ordre dans lequel les sièges ont été remportés à chaque élection, voir les résultats détaillés de cette élection.

## Élections

### Assemblée d'Irlande du Nord

#### 2022
| Parti                                                                                             | Parti                            | Candidat                 | %      | Comptage | Comptage | Comptage | Comptage | Comptage | Comptage | Comptage | Comptage | Comptage | Comptage | Comptage |
| Parti                                                                                             | Parti                            | Candidat                 | %      | 1        | 2        | 3        | 4        | 5        | 6        | 7        | 8        | 9        | 10       | 11       |
| ------------------------------------------------------------------------------------------------- | -------------------------------- | ------------------------ | ------ | -------- | -------- | -------- | -------- | -------- | -------- | -------- | -------- | -------- | -------- | -------- |
|                                                                                                   | Sinn Féin                        | Gerry Kelly              | 18.24% | 8,395    |          |          |          |          |          |          |          |          |          |          |
|                                                                                                   | Sinn Féin                        | Carál Ní Chuilín         | 17.23% | 7,932    |          |          |          |          |          |          |          |          |          |          |
|                                                                                                   | DUP                              | Phillip Brett            | 13.75% | 6,329    | 6,330    | 6,336    | 6,336    | 6,452    | 6,506    | 6,699    | 6,724    | 6,754    | 7,719    |          |
|                                                                                                   | DUP                              | Brian Kingston           | 10.52% | 4,844    | 4,845    | 4,848    | 4,848    | 4,889    | 4,919    | 5,112    | 5,123    | 5,163    | 5,637    | 8,407    |
|                                                                                                   | Alliance                         | Nuala McAllister         | 9.52%  | 4,381    | 4,503    | 4,528    | 4,565    | 4,590    | 4,638    | 4,647    | 4,832    | 5,747    | 6,362    | 6,563    |
|                                                                                                   | SDLP                             | Nichola Mallon           | 7.83%  | 3,604    | 4,012    | 4,038    | 4,179    | 4,189    | 4,384    | 4,399    | 4,733    | 5,325    | 5,489    | 5,572    |
|                                                                                                   | TUV                              | Ron McDowell             | 7.25%  | 3,335    | 3,335    | 3,339    | 3,339    | 3,429    | 3,445    | 3,669    | 3,677    | 3,701    | 4,261    |          |
|                                                                                                   | Ulster Unionist                  | Julie-Anne Corr-Johnston | 5.74%  | 2,643    | 2,644    | 2,652    | 2,652    | 2,730    | 2,736    | 2,887    | 2,927    | 2,995    |          |          |
|                                                                                                   | Green (NI)                       | Malachai O'Hara          | 3.14%  | 1,446    | 1,510    | 1,536    | 1,570    | 1,603    | 1,644    | 1,651    | 2,088    |          |          |          |
|                                                                                                   | People Before Profit             | Fiona Ferguson           | 2.30%  | 1,059    | 1,128    | 1,176    | 1,211    | 1,222    | 1,256    | 1,266    |          |          |          |          |
|                                                                                                   | PUP                              | Billy Hutchinson         | 1.66%  | 762      | 763      | 763      | 763      | 819      | 820      |          |          |          |          |          |
|                                                                                                   | Aontú                            | Seán Mac Niocaill        | 1.39%  | 640      | 668      | 674      | 684      | 690      |          |          |          |          |          |          |
|                                                                                                   | Indépendant                      | Stafford Ward            | 1.06%  | 489      | 490      | 495      | 496      |          |          |          |          |          |          |          |
|                                                                                                   | Parti des travailleurs d'Irlande | Lily Kerr                | 0.37%  | 168      | 175      |          |          |          |          |          |          |          |          |          |
| Électorat : 75,801 Valide : 46,027 Non valide : 769 Quota : 7,672 Participation : 46,796 (61.74%) |                                  |                          |        |          |          |          |          |          |          |          |          |          |          |          |

#### 2017
| Parti | Parti                            | Candidat                 | %      | Comptage | Comptage | Comptage | Comptage | Comptage | Comptage | Comptage |
| Parti | Parti                            | Candidat                 | %      | 1        | 2        | 3        | 4        | 5        | 6        | 7        |
| --- | -------------------------------- | ------------------------ | ------ | -------- | -------- | -------- | -------- | -------- | -------- | -------- |
| | DUP                              | Paula Bradley            | 11.65% | 4,835    | 4,843    | 4,865    | 5,236    | 6,002    | 8,458    |          |
| | DUP                              | William Humphrey         | 10.65% | 4,418    | 4,423    | 4,429    | 4,937    | 5,260    | 7,276    |          |
| | SDLP                             | Nichola Mallon           | 13.09% | 5,431    | 5,573    | 6,076    | 6,125    | 6,662    | 6,692    | 6,806    |
| | Sinn Féin                        | Gerry Kelly              | 15.13% | 6,275    | 6,329    | 6,572    | 6,582    | 6,591    | 6,593    | 6,595    |
| | Sinn Féin                        | Carál Ní Chuilín         | 14.29% | 5,929    | 5,983    | 6,151    | 6,155    | 6,158    | 6,158    | 6,164    |
| | Alliance                         | Nuala McAllister         | 8.41%  | 3,487    | 3,799    | 4,354    | 4,515    | 5,257    | 5,296    | 5,608    |
| | DUP                              | Nelson McCausland        | 9.78%  | 4,056    | 4,069    | 4,079    | 4,372    | 4,709    |          |          |
| | Ulster Unionist                  | Robert Foster            | 5.83%  | 2,418    | 2,457    | 2,517    | 3,141    |          |          |          |
| | PUP                              | Julie-Anne Corr-Johnston | 4.95%  | 2,053    | 2,103    | 2,174    |          |          |          |          |
| | People Before Profit             | Fiona Ferguson           | 3.76%  | 1,559    | 1,849    |          |          |          |          |          |
| | Green (NI)                       | Malachai O'Hara          | 1.72%  | 711      |          |          |          |          |          |          |
| | Parti des travailleurs d'Irlande | Gemma Weir               | 0.60%  | 248      |          |          |          |          |          |          |
| | Indépendant                      | Adam Millar              | 0.16%  | 66       |          |          |          |          |          |          |
| Électorat : 68,187 Valide : 41,486 (60.84%) Non valide : 633 Quota : 6,915 Participation : 42,119 (61.77%) |                                  |                          |        |          |          |          |          |          |          |          |

#### 2016
| Parti | Parti                            | Candidat          | %      | Comptage | Comptage | Comptage | Comptage | Comptage | Comptage | Comptage | Comptage | Comptage | Comptage | Comptage |
| Parti | Parti                            | Candidat          | %      | 1        | 2        | 3        | 4        | 5        | 6        | 7        | 8        | 9        | 10       | 11       |
| --- | -------------------------------- | ----------------- | ------ | -------- | -------- | -------- | -------- | -------- | -------- | -------- | -------- | -------- | -------- | -------- |
| | Sinn Féin                        | Gerry Kelly       | 15.57% | 5,695    |          |          |          |          |          |          |          |          |          |          |
| | DUP                              | Paula Bradley     | 12.55% | 4,591    | 4,591.72 | 4,598.72 | 4,600.72 | 4,607.72 | 4,658.72 | 4,883.72 | 4,897.72 | 5,053.72 | 5,080.8  | 5,908.88 |
| | DUP                              | William Humphrey  | 11.22% | 4,105    | 4,105.16 | 4,113.16 | 4,115.16 | 4,116.24 | 4,221.24 | 4,326.24 | 4,335.24 | 4,760.32 | 4,781.4  | 5,286.4  |
| | DUP                              | Nelson McCausland | 11.17% | 4,087    | 4,087.16 | 4,092.16 | 4,104.16 | 4,115.16 | 4,205.16 | 4,279.16 | 4,290.16 | 4,555.24 | 4,561.24 | 4,979.24 |
| | Sinn Féin                        | Carál Ní Chuilín  | 10.96% | 4,009    | 4,358.28 | 4,360.36 | 4,391.56 | 4,436.44 | 4,436.52 | 4,438.52 | 4,545.24 | 4,547.24 | 4,904.24 | 4,911.24 |
| | SDLP                             | Nichola Mallon    | 10.57% | 3,866    | 3,933.44 | 3,940.52 | 4,029.32 | 4,134.12 | 4,138.36 | 4,160.44 | 4,268.84 | 4,279.92 | 4,748.48 | 4,847.48 |
| | Alliance                         | Nuala McAllister  | 7.02%  | 2,569    | 2,580.52 | 2,590.52 | 2,633.6  | 2,709.76 | 2,709.76 | 2,733.84 | 3,067    | 3,091    | 3,481.64 | 3,835.8  |
| | Ulster Unionist                  | Lesley Carroll    | 5.39%  | 1,972    | 1,972.32 | 1,984.32 | 1,986.32 | 1,990.32 | 2,083.32 | 2,266.32 | 2,291.32 | 2,727.32 | 2,782.32 |          |
| | People Before Profit             | Fiona Ferguson    | 3.52%  | 1,286    | 1,293.68 | 1,318.68 | 1,397.48 | 1,507.28 | 1,508.36 | 1,545.44 | 1,798.76 | 1,832.76 |          |          |
| | PUP                              | Billy Hutchinson  | 3.38%  | 1,238    | 1,238.32 | 1,240.32 | 1,244.32 | 1,251.32 | 1,340.32 | 1,509.32 | 1,523.32 |          |          |          |
| | Green (NI)                       | Malachai O'Hara   | 2.18%  | 796      | 798.64   | 810.64   | 858.8    | 960.8    | 967.8    | 996.8    |          |          |          |          |
| | UKIP                             | Ken Boyle         | 2.05%  | 751      | 751.24   | 757.24   | 764.32   | 771,32   | 954.32   |          |          |          |          |          |
| | TUV                              | John Miller       | 1.76%  | 644      | 644.56   | 645.56   | 646.56   | 650.56   |          |          |          |          |          |          |
| | Parti des travailleurs d'Irlande | Gemma Weir        | 1.30%  | 476      | 478.8    | 482.8    | 520.8    |          |          |          |          |          |          |          |
| | Indépendant                      | Fra Hughes        | 0.66%  | 243      | 246.44   | 255.52   |          |          |          |          |          |          |          |          |
| | NI Labour                        | Abdo Thabeth      | 0.35%  | 127      | 127.4    | 128.4    |          |          |          |          |          |          |          |          |
| | Indépendant                      | Tom Burns         | 0.24%  | 87       | 87.24    |          |          |          |          |          |          |          |          |          |
| | Northern Ireland First           | Geoff Dowey       | 0.08%  | 32       | 32       |          |          |          |          |          |          |          |          |          |
| Électorat : 70,872 Valide : 36,574 (51.61%) Non valide : 619 Quota : 5,225 Participation : 37,193 (52.48%) |                                  |                   |        |          |          |          |          |          |          |          |          |          |          |          |

#### 2011
| Parti | Parti                            | Candidat          | %      | Comptage | Comptage | Comptage | Comptage | Comptage | Comptage | Comptage |
| Parti | Parti                            | Candidat          | %      | 1        | 2        | 3        | 4        | 5        | 6        | 7        |
| --- | -------------------------------- | ----------------- | ------ | -------- | -------- | -------- | -------- | -------- | -------- | -------- |
| | Sinn Féin                        | Gerry Kelly       | 19.94% | 6,674    |          |          |          |          |          |          |
| | DUP                              | Nelson McCausland | 15.54% | 5,200    |          |          |          |          |          |          |
| | SDLP                             | Alban Maginness   | 12.03% | 4,025    | 4,261.6  | 4,357.44 | 4,359.76 | 4,562.8  | 5,004.32 |          |
| | Sinn Féin                        | Carál Ní Chuilín  | 8.96%  | 2,999    | 3,939.24 | 3,976.08 | 3,976.24 | 4,061.48 | 4,868.48 |          |
| | DUP                              | William Humphrey  | 11.13% | 3,724    | 3,725.4  | 3,734.4  | 3,998.4  | 4,159.36 | 4,165.72 | 4,331.76 |
| | DUP                              | Paula Bradley     | 10.42% | 3,488    | 3,493.6  | 3,500.6  | 3,591.24 | 3,728.4  | 3,735.04 | 4,065.2  |
| | Ulster Unionist                  | Fred Cobain       | 8.24%  | 2,758    | 2,760.8  | 2,766.8  | 2,803.76 | 2,991.4  | 2,993.52 | 3,622.68 |
| | Alliance                         | Billy Webb        | 6.26%  | 2,096    | 2,113.08 | 2,168.36 | 2,173.48 | 2,395.6  | 2,458.16 |          |
| | Sinn Féin                        | J. J. Magee       | 2.98%  | 998      | 1,571.16 | 1,610.68 | 1,611.08 | 1,672.6  |          |          |
| | Indépendant                      | Raymond McCord    | 3.51%  | 1,176    | 1,205.96 | 1,269.32 | 1,279.88 |          |          |          |
| | Parti des travailleurs d'Irlande | John Lavery       | 0.99%  | 332      | 363.08   |          |          |          |          |          |
| Électorat : 68,119 Valide : 33,470 (49.14%) Non valide : 810 Quota : 4,782 Participation : 34,280 (50.32%) |                                  |                   |        |          |          |          |          |          |          |          |

#### 2007
| Parti | Parti                            | Candidat          | %      | Comptage | Comptage | Comptage | Comptage | Comptage | Comptage | Comptage | Comptage | Comptage | Comptage |
| Parti | Parti                            | Candidat          | %      | 1        | 2        | 3        | 4        | 5        | 6        | 7        | 8        | 9        | 10       |
| --- | -------------------------------- | ----------------- | ------ | -------- | -------- | -------- | -------- | -------- | -------- | -------- | -------- | -------- | -------- |
| | DUP                              | Nigel Dodds       | 23.47% | 6,973    |          |          |          |          |          |          |          |          |          |
| | Sinn Féin                        | Gerry Kelly       | 18.22% | 5,414    |          |          |          |          |          |          |          |          |          |
| | Sinn Féin                        | Carál Ní Chuilín  | 12.38% | 3,680    | 3,680.39 | 4,586.54 |          |          |          |          |          |          |          |
| | SDLP                             | Alban Maginness   | 7.44%  | 2,212    | 2,222.53 | 2,341.18 | 2,481.58 | 2,530.04 | 2,530.92 | 2,806.41 | 3,099.12 | 4,830.12 |          |
| | Ulster Unionist                  | Fred Cobain       | 8.41%  | 2,498    | 2,766.71 | 2,768.39 | 2,770.09 | 2,778.09 | 2,888.79 | 3,078.64 | 3,414.96 | 3,574.43 | 3,967.43 |
| | DUP                              | Nelson McCausland | 8.29%  | 2,462    | 3,412.43 | 3,412.64 | 3,412.84 | 3,414.23 | 3,515.78 | 3,560.22 | 3,763.62 | 3,783.47 | 3,818.47 |
| | DUP                              | William Humphrey  | 5.63%  | 1,673    | 2,996.27 | 2,997.11 | 2,997.31 | 2,999.48 | 3,085.86 | 3,123.64 | 3,287.36 | 3,303.66 | 3,326.66 |
| | SDLP                             | Pat Convery       | 6.29%  | 1,868    | 1,873.07 | 1,928.72 | 2,010.82 | 2,028.57 | 2,030.96 | 2,267.04 | 2,485.12 |          |          |
| | Indépendant                      | Raymond McCord    | 4.44%  | 1,320    | 1,387.86 | 1,410.75 | 1,461.85 | 1,487.75 | 1,538.57 | 1,744.5  |          |          |          |
| | Green (NI)                       | Peter Emerson     | 1.99%  | 590      | 605.6    | 615.05   | 642.65   | 702.11   | 720.5    |          |          |          |          |
| | Alliance                         | Thomas McCullough | 1.64%  | 486      | 494.19   | 497.13   | 500.13   | 512.26   | 525.43   |          |          |          |          |
| | UK Unionist Party                | Robert McCartney  | 1.21%  | 360      | 413.82   | 414.03   | 414.23   | 415.62   |          |          |          |          |          |
| | Parti des travailleurs d'Irlande | John Lavery       | 0.47%  | 139      | 141.34   | 152.05   | 158.25   |          |          |          |          |          |          |
| | Make Politicians History         | Rainbow George    | 0.13%  | 40       | 41.17    | 41.59    | 43.59    |          |          |          |          |          |          |
| Électorat : 49,372 Valide : 29,715 (60.19%) Non valide : 352 Quota : 4,246 Participation : 30,067 (60.90%) |                                  |                   |        |          |          |          |          |          |          |          |          |          |          |

#### 2003
| Parti | Parti                            | Candidat             | %      | Comptage | Comptage | Comptage | Comptage | Comptage | Comptage | Comptage | Comptage | Comptage | Comptage | Comptage | Comptage |
| Parti | Parti                            | Candidat             | %      | 1        | 2        | 3        | 4        | 5        | 6        | 7        | 8        | 9        | 10       | 11       | 12       |
| --- | -------------------------------- | -------------------- | ------ | -------- | -------- | -------- | -------- | -------- | -------- | -------- | -------- | -------- | -------- | -------- | -------- |
| | DUP                              | Nigel Dodds          | 29.42% | 9,276    |          |          |          |          |          |          |          |          |          |          |          |
| | Sinn Féin                        | Gerry Kelly          | 17.52% | 5,524    |          |          |          |          |          |          |          |          |          |          |          |
| | DUP                              | Nelson McCausland    | 4.76%  | 1,500    | 5,100.6  |          |          |          |          |          |          |          |          |          |          |
| | Ulster Unionist                  | Fred Cobain          | 9.39%  | 2,961    | 3,338.91 | 3,339.27 | 3,509.46 | 3,514.64 | 3,538.98 | 3,607.77 | 3,696.29 | 3,901.5  | 4,555.5  |          |          |
| | SDLP                             | Alban Maginness      | 10.10% | 3,186    | 3,199.26 | 3,310.68 | 3,312.93 | 3,322.93 | 3,349.93 | 3,365.8  | 3,436.54 | 3,444.08 | 3,667.1  | 3,675.47 | 5,569.47 |
| | Sinn Féin                        | Kathy Stanton        | 9.48%  | 2,990    | 2,990    | 3,803.78 | 3,803.87 | 3,812.87 | 3,832.92 | 3,838.28 | 3,841.64 | 3,841.82 | 3,895.44 | 3,896.37 | 4,118.43 |
| | PUP                              | Billy Hutchinson     | 4.31%  | 1,358    | 1,687.46 | 1,688.36 | 1,811.12 | 1,818.65 | 1,836.44 | 1,874.28 | 1,887.57 | 2,087.42 | 2,491.95 | 2,526.36 | 2,605.05 |
| | SDLP                             | Pat Convery          | 6.69%  | 2,108    | 2,113.61 | 2,158.79 | 2,160.5  | 2,183.68 | 2,213.22 | 2,228.4  | 2,272.76 | 2,279.36 | 2,480.46 | 2,486.97 |          |
| | Independent Unionist             | Fraser Agnew         | 2.54%  | 802      | 1,000.39 | 1,000.39 | 1,157.44 | 1,157.53 | 1,168.27 | 1,217.64 | 1,234.62 | 1,335.22 |          |          |          |
| | NI Women's Coalition             | Elizabeth McCullough | 1.48%  | 467      | 478.22   | 482.36   | 485.6    | 498.2    | 573.16   | 585.57   | 693.55   | 702.24   |          |          |          |
| | Indépendant                      | Frank McCoubrey      | 1.49%  | 469      | 551.62   | 551.98   | 618.58   | 618.76   | 620.85   | 676.53   | 682.53   |          |          |          |          |
| | Alliance                         | Marjorie Hawkins     | 0.97%  | 305      | 313.67   | 315.29   | 318.35   | 325.86   | 370.15   | 383.33   |          |          |          |          |          |
| | Indépendant                      | Raymond McCord       | 0.69%  | 218      | 284.81   | 286.61   | 325.13   | 329.82   | 340.69   |          |          |          |          |          |          |
| | Green (NI)                       | Peter Emerson        | 0.83%  | 261      | 269.16   | 271.5    | 277.89   | 299.4    |          |          |          |          |          |          |          |
| | Parti des travailleurs d'Irlande | Marcella Delaney     | 0.29%  | 90       | 91.02    | 91.2     | 91.92    |          |          |          |          |          |          |          |          |
| | Rainbow Dream Ticket             | John Gallagher       | 0.05%  | 17       | 19.55    | 19.55    | 19.91    |          |          |          |          |          |          |          |          |
| Électorat : 51,353 Valide : 31,532 (61.40%) Non valide : 465 Quota : 4,505 Participation : 31,997 (62.31%) |                                  |                      |        |          |          |          |          |          |          |          |          |          |          |          |          |

#### 1998
| Parti | Parti                            | Candidat          | %      | Comptage | Comptage | Comptage | Comptage | Comptage | Comptage | Comptage | Comptage | Comptage | Comptage | Comptage |
| Parti | Parti                            | Candidat          | %      | 1        | 2        | 3        | 4        | 5        | 6        | 7        | 8        | 9        | 10       | 11       |
| --- | -------------------------------- | ----------------- | ------ | -------- | -------- | -------- | -------- | -------- | -------- | -------- | -------- | -------- | -------- | -------- |
| | DUP                              | Nigel Dodds       | 18.18% | 7,476    |          |          |          |          |          |          |          |          |          |          |
| | SDLP                             | Alban Maginness   | 15.07% | 6,196    |          |          |          |          |          |          |          |          |          |          |
| | Sinn Féin                        | Gerry Kelly       | 13.64% | 5,610    | 5,610.42 | 5,641.07 | 5,709.77 | 5,709.77 | 5,709.77 | 5,719.42 | 5,724.52 | 5,730.73 | 8,792.73 |          |
| | PUP                              | Billy Hutchinson  | 9.12%  | 3,751    | 3,832.48 | 3,835.18 | 3,941.63 | 4,012.82 | 4,399.74 | 4,639    | 4,928.33 | 5,465.43 | 5,477.88 | 5,516.88 |
| | Ulster Unionist                  | Fred Cobain       | 5.87%  | 2,415    | 2,474.22 | 2,474.82 | 2,508.55 | 2,582.52 | 2,691.35 | 2,862.6  | 4,534.04 | 5,110.93 | 5,110.98 | 5,113.98 |
| | Independent Unionist             | Fraser Agnew      | 7.24%  | 2,976    | 3,071.34 | 3,071.64 | 3,102.26 | 3,288.51 | 3,370.55 | 3,529.21 | 3,847.08 | 4,964.21 | 4,965.31 | 4,971.31 |
| | SDLP                             | Martin Morgan     | 5.99%  | 2,465    | 2,465.42 | 2,713.47 | 2,896.82 | 2,898.03 | 2,900.08 | 3,316.48 | 3,339.93 | 3,352.19 | 3,439.79 | 4,681.79 |
| | Sinn Féin                        | Martina McIlkenny | 7.70%  | 3,165    | 3,165    | 3,171.95 | 3,197.5  | 3,197.5  | 3,197.5  | 3,208.95 | 3,209.95 | 3,210.16 |          |          |
| | DUP                              | Eric Smyth        | 3.13%  | 1,288    | 2,382.1  | 2,382.15 | 2,410.3  | 2,852.5  | 3,053    | 3,082    | 3,185    |          |          |          |
| | Ulster Unionist                  | David Browne      | 5.02%  | 2,064    | 2,111.88 | 2,112.43 | 2,154.58 | 2,197.04 | 2,282.77 | 2,551.59 |          |          |          |          |
| | Alliance                         | Glyn Roberts      | 3.08%  | 1,267    | 1,272.88 | 1,280.83 | 1,444.1  | 1,456.36 | 1,473.36 |          |          |          |          |          |
| | Ulster Democratic Party          | John White        | 2.22%  | 911      | 943.34   | 943.44   | 956.75   | 974.43   |          |          |          |          |          |          |
| | UK Unionist Party                | Stephen Cooper    | 1.82%  | 748      | 876.94   | 876.94   | 899.62   |          |          |          |          |          |          |          |
| | Green (NI)                       | Peter Emerson     | 0.62%  | 257      | 259.94   | 261.79   |          |          |          |          |          |          |          |          |
| | Labour Party NI                  | Sam McAughtry     | 0.62%  | 255      | 256.89   | 261.64   |          |          |          |          |          |          |          |          |
| | Parti des travailleurs d'Irlande | Stephen Doran     | 0.38%  | 155      | 155.84   | 157.64   |          |          |          |          |          |          |          |          |
| | Natural Law                      | Kevin Blair       | 0.18%  | 76       | 78.1     | 78.55    |          |          |          |          |          |          |          |          |
| | Indépendant                      | Dolores Quinn     | 0.12%  | 50       | 50.42    | 51.42    |          |          |          |          |          |          |          |          |
| Électorat : 62,541 Valide : 41,125 (65.76%) Non valide : 941 Quota : 5,876 Participation : 42,066 (67.26%) |                                  |                   |        |          |          |          |          |          |          |          |          |          |          |          |

### 1996 forum
Les candidats retenus sont indiqués en gras.
| Parti | Parti                | Candidat(s)                                                                | Votes | Pourcentage |
| ----- | -------------------- | -------------------------------------------------------------------------- | ----- | ----------- |
|       | DUP                  | Nigel Dodds Billy Snoddy David Smylie William Henry De Courcy              | 7,778 | 19.2        |
|       | Sinn Féin            | Gerry Kelly Joe Austin Christine Beattie Bobby Lavery Eoghan McCormain     | 7,681 | 19.0        |
|       | SDLP                 | Alban Maginness Martin Morgan Geraldine Leonard Shelagh McGlade Peter Coll | 7,493 | 18.5        |
|       | UUP                  | David Browne Fred Cobain Nelson McCausland Dennis Robinson                 | 6,938 | 17.2        |
|       | PUP                  | Billy Hutchinson Michael Acheson Robert Gourley                            | 3,777 | 9.3         |
|       | Ulster Democratic    | John White* Thomas English Thomasena Livingstone Patrick Bird John English | 1,874 | 4.6         |
|       | Alliance             | Nicholas Whyte Tommy Frazer Lindsay Whitcroft                              | 1,670 | 4.1         |
|       | UK Unionist          | Derek Peters Amy Corry                                                     | 1,329 | 3.3         |
|       | Labour coalition     | Mark Langhammer Marion Morrison Kevin Lawrence Martin Stroud John Simpson  | 571   | 1.4         |
|       | NI Women's Coalition | Brenda Callaghan Lynda Walker Eileen Calder Roisin O'Hagan Freda Brown     | 486   | 1.2         |
|       | Workers' Party       | Margaret Smith Paul Treanor                                                | 274   | 0.7         |
|       | Green (NI)           | Peter Emerson Rosemary Warren                                              | 265   | 0.7         |
|       | Democratic Left      | Seamus Lynch John McLaughlin                                               | 123   | 0.4         |
|       | Independent Voice    | Andrew Thompson Sarah Thompson                                             | 63    | 0.2         |
|       | Ulster Independence  | Norman McClelland David Kerr                                               | 41    | 0.1         |
|       | Independent McMullan | Wesley Holmes Helen Craig Stanley Simons                                   | 25    | 0.1         |
|       | Independent Chambers | Joe Coggle Sally Irvine                                                    | 21    | 0.1         |

*John White a été élu parmi les 20 meilleurs candidats pour l'Irlande du Nord.

### 1982
| Parti | Parti                            | Candidat          | %      | Comptage | Comptage | Comptage | Comptage | Comptage | Comptage | Comptage | Comptage | Comptage | Comptage | Comptage | Comptage | Comptage | Comptage |
| Parti | Parti                            | Candidat          | %      | 1        | 2        | 3        | 4        | 5        | 6        | 7        | 8        | 9        | 10       | 11       | 12       | 13       | 14       |
| --- | -------------------------------- | ----------------- | ------ | -------- | -------- | -------- | -------- | -------- | -------- | -------- | -------- | -------- | -------- | -------- | -------- | -------- | -------- |
| | Ulster Unionist                  | John Carson       | 21.82% | 7,798    |          |          |          |          |          |          |          |          |          |          |          |          |          |
| | DUP                              | George Seawright  | 13.79% | 4,929    | 5,012.26 | 5,026.41 | 5,026.41 | 5,044.1  | 5,076.32 | 5,150.77 | 5,359.74 | 5,673.33 | 5,675.33 | 6,119.08 |          |          |          |
| | Independent Unionist             | Frank Millar      | 5.73%  | 2,047    | 2,285.05 | 2,319.57 | 2,319.57 | 2,341.26 | 2,410.98 | 2,539.42 | 2,813.48 | 3,055.82 | 3,059.82 | 4,101.12 | 4,182.79 | 6,322.79 |          |
| | SDLP                             | Paschal O'Hare    | 8.93%  | 3,190    | 3,191.38 | 3,191.38 | 3,255.38 | 3,290.61 | 3,290.61 | 3,294.84 | 3,295.84 | 3,295.84 | 4,197.84 | 4,201.76 | 5,031.45 | 5,140.9  | 5,078.9  |
| | Alliance                         | Paul Maguire      | 7.07%  | 2,527    | 2,564.95 | 2,568.95 | 2,581.95 | 2,693.02 | 2,698.94 | 2,877.08 | 2,906    | 2,935.69 | 3,205.15 | 3,420.99 | 4,325.74 | 4,476.91 | 4,756.91 |
| | Sinn Féin                        | Joe Austin        | 11.27% | 4,029    | 4,029.46 | 4,029.46 | 4,088.46 | 4,104.69 | 4,104.69 | 4,107.69 | 4,107.69 | 4,113.69 | 4,188.69 | 4,188.92 | 4,556.92 | 4,564.3  | 4,573.3  |
| | DUP                              | William Gault     | 7.33%  | 2,618    | 2,730.93 | 2,752.31 | 2,752.31 | 2,763.69 | 2,801.59 | 2,854.5  | 3,023.41 | 3,259.41 | 3,261.41 | 3,646.57 | 3,689.18 |          |          |
| | Parti des travailleurs d'Irlande | Seamus Lynch      | 7.04%  | 2,516    | 2,526.12 | 2,531.35 | 2,556.35 | 2,634.81 | 2,641.73 | 2,706.8  | 2,718.03 | 2,758.41 | 2,928.41 | 2,961.92 |          |          |          |
| | Ulster Unionist                  | Peter Smith       | 2.75%  | 984      | 1,954.83 | 1,965.82 | 1,967.28 | 1,987.12 | 2,323.84 | 2,413.28 | 2,635.96 | 2,745.02 | 2,745.25 |          |          |          |          |
| | SDLP                             | Alban Maginness   | 3.73%  | 1,333    | 1,334.15 | 1,335.07 | 1,450.07 | 1,474.07 | 1,474.07 | 1,479.07 | 1,480.07 | 1,483.07 |          |          |          |          |          |
| | Ulster Democratic Party          | Sammy Doyle       | 2.49%  | 890      | 938.99   | 1,022.91 | 1,023.91 | 1,029.91 | 1,041.52 | 1,135.43 | 1,187.27 |          |          |          |          |          |          |
| | UUUP                             | Nelson McCausland | 2.40%  | 858      | 922.86   | 940.77   | 940.77   | 948.15   | 956.22   | 1,014.44 |          |          |          |          |          |          |          |
| | Indépendant                      | Billy Boyd        | 2.08%  | 745      | 778.12   | 782.35   | 783.35   | 822.73   | 823.65   |          |          |          |          |          |          |          |          |
| | Ulster Unionist                  | Raymond Trimble   | 1.03%  | 369      | 508.61   | 517.76   | 518.76   | 525.22   |          |          |          |          |          |          |          |          |          |
| | Ecology Party                    | Peter Emerson     | 1.15%  | 412      | 423.27   | 424.5    | 424.5    |          |          |          |          |          |          |          |          |          |          |
| | People's Democracy               | Fergus O'Hare     | 0.83%  | 298      | 298.46   | 298.46   |          |          |          |          |          |          |          |          |          |          |          |
| | Ulster Democratic Party          | Bill Lavery       | 0.55%  | 196      | 215.32   |          |          |          |          |          |          |          |          |          |          |          |          |
| Électorat : 62,391 Valide : 35,739 (57.28%) Non valide : 1,166 Quota : 5,957 Participation : 36,905 (59.15%) |                                  |                   |        |          |          |          |          |          |          |          |          |          |          |          |          |          |          |

### Convention constitutionnelle de 1975
| Parti | Parti                | Candidat            | %      | Comptage | Comptage | Comptage | Comptage | Comptage | Comptage | Comptage | Comptage | Comptage | Comptage |
| Parti | Parti                | Candidat            | %      | 1        | 2        | 3        | 4        | 5        | 6        | 7        | 8        | 9        | 10       |
| --- | -------------------- | ------------------- | ------ | -------- | -------- | -------- | -------- | -------- | -------- | -------- | -------- | -------- | -------- |
| | SDLP                 | Gerry Fitt          | 14.80% | 6,454    |          |          |          |          |          |          |          |          |          |
| | Ulster Unionist      | Billy Bell          | 14.37% | 6,268    |          |          |          |          |          |          |          |          |          |
| | Independent Unionist | Frank Millar        | 13.04% | 5,687    | 5,687.39 | 5,687.39 | 5,692.39 | 5,683.39 | 5,944.39 | 6,634.39 |          |          |          |
| | Ulster Unionist      | William Morgan      | 12.75% | 5,558    | 5,558.12 | 5,558.12 | 5,570.12 | 5,667.12 | 5,758.15 | 6,223.15 | 6,427.13 |          |          |
| | Unionist Party NI    | Lloyd Hall-Thompson | 8.20%  | 3,577    | 3,577.69 | 3,577.69 | 3,601.72 | 3,618.72 | 3,665.81 | 3,741.81 | 3,761.03 | 4,223.06 | 5,870.28 |
| | DUP                  | William Annon       | 9.48%  | 4,132    | 4,132.09 | 4,132.09 | 4,138.09 | 4,219.09 | 4,271.12 | 4,972.12 | 5,127.12 | 5,603.35 | 5,799.62 |
| | SDLP                 | Thomas Donnelly     | 8.25%  | 3,596    | 3,772.07 | 3,772.07 | 3,793.76 | 3,793.76 | 4,107.85 | 4,110.91 | 4,112.15 | 4,213.21 | 5,123.9  |
| | Alliance             | John Ferguson       | 5.06%  | 2,207    | 2,214.32 | 2,214.32 | 2,603.62 | 2,610.65 | 2,685.25 | 2,706.25 | 2,709.97 | 3,624.39 |          |
| | NI Labour            | Billy Boyd          | 4.01%  | 1,749    | 1,750.44 | 1,750.44 | 1,775.5  | 1,786.5  | 2,359.83 | 2,423.89 | 2,440.63 |          |          |
| | Vanguard             | Bill Lavery         | 4.32%  | 1,884    | 1,884.18 | 1,884.18 | 1,889.18 | 1,988.18 | 2,057.21 |          |          |          |          |
| | NI Labour            | John Stewart        | 2.06%  | 898      | 898.54   | 898.54   | 924.75   | 947.75   |          |          |          |          |          |
| | Republican Clubs     | Seamus Lynch        | 1.27%  | 556      | 559.69   | 559.69   | 560.75   | 564.78   |          |          |          |          |          |
| | Independent Unionist | Noel Trimble        | 1.20%  | 525      | 525.03   | 525.03   | 526.06   |          |          |          |          |          |          |
| | Alliance             | James Robinson      | 1.19%  | 518      | 519.41   | 519.41   |          |          |          |          |          |          |          |
| Électorat : 70,673 Valide : 43,609 (61.71%) Non valide : 1,130 Quota : 6,230 Participation : 44,739 (63.30%) |                      |                     |        |          |          |          |          |          |          |          |          |          |          |

### Élection à l'Assemblée de 1973
| Parti | Parti                | Candidat            | %      | Comptage | Comptage | Comptage | Comptage | Comptage | Comptage | Comptage | Comptage | Comptage | Comptage | Comptage | Comptage | Comptage | Comptage | Comptage |
| Parti | Parti                | Candidat            | %      | 1        | 2        | 3        | 4        | 5        | 6        | 7        | 8        | 9        | 10       | 11       | 12       | 13       | 14       | 15       |
| --- | -------------------- | ------------------- | ------ | -------- | -------- | -------- | -------- | -------- | -------- | -------- | -------- | -------- | -------- | -------- | -------- | -------- | -------- | -------- |
| | SDLP                 | Gerry Fitt          | 16.27% | 8,264    |          |          |          |          |          |          |          |          |          |          |          |          |          |          |
| | DUP                  | John McQuade        | 10.14% | 5,148    | 5,148.24 | 5,285.24 | 5,313.24 | 5,316.26 | 5,318.28 | 5,595.48 | 5,612.48 | 7,091.72 | 7,185.72 | 8,844.72 |          |          |          |          |
| | Ulster Unionist      | Lloyd Hall-Thompson | 11.21% | 5,694    | 5,695.68 | 5,705.68 | 5,725.68 | 5,743.8  | 5,744.8  | 5,762.8  | 5,789.04 | 5,824.04 | 5,965.28 | 6,100.28 | 6,180.28 | 6,199.48 | 9,387.48 |          |
| | Ulster Unionist      | William Morgan      | 10.22% | 5,190    | 5,190.24 | 5,197.36 | 5,229.48 | 5,243.48 | 5,243.6  | 5,264.6  | 5,287.8  | 5,351.6  | 5,464.72 | 5,549.72 | 5,679.72 | 5,687.72 | 6,192.96 | 7,273.48 |
| | Ulster Unionist      | Frank Millar        | 8.24%  | 4,187    | 4,187.12 | 4,238.12 | 4,253.12 | 4,261.24 | 4,262.24 | 4,330.36 | 4,337.36 | 4,568.36 | 4,621.36 | 4,963.48 | 5,711.48 | 5,723.56 | 6,070.4  | 6,521.92 |
| | Alliance             | John Ferguson       | 3.86%  | 1,958    | 1,983.2  | 1,986.2  | 2,023.56 | 2,261.12 | 2,269.96 | 2,271.96 | 3,133.72 | 3,141.72 | 4,171.76 | 4,218    | 4,230    | 6,047.68 | 6,110.8  | 6,146.16 |
| | Ulster Unionist      | Cecil Walker        | 8.57%  | 4,354    | 4,354.36 | 4,371.36 | 4,415.36 | 4,424.36 | 4,424.36 | 4,432.36 | 4,451.36 | 4,450.36 | 4,698.08 | 4,805.08 | 4,974.08 | 4,994.32 | 5,503.56 | 6,058.44 |
| | Ulster Unionist      | Wilson Gamble       | 8.19%  | 4,161    | 4,161.96 | 4,165.96 | 4,167.96 | 4,176.96 | 4,177.96 | 4,191.96 | 4,205.96 | 4,225.96 | 4,278.2  | 4,557.32 | 4,667.32 | 4,681.76 |          |          |
| | SDLP                 | Thomas Donnelly     | 3.66%  | 1,861    | 2,673.4  | 2,673.52 | 2,676.88 | 2,687.52 | 3,104.4  | 3,104.52 | 3,154.76 | 3,156    | 3,637    | 3,667.12 | 3,667.12 |          |          |          |
| | Vanguard             | William Baillie     | 3.66%  | 1,859    | 1,859.72 | 2,016.72 | 2,022.72 | 2,023.72 | 2,025.84 | 2,509.84 | 2,512.96 | 2,808.96 | 2,835.96 |          |          |          |          |          |
| | NI Labour            | Vivian Simpson      | 3.43%  | 1,742    | 1,802.6  | 1,802.6  | 2,111.2  | 2,151.4  | 2,255.08 | 2,258.08 | 2,357.8  | 2,381.8  |          |          |          |          |          |          |
| | DUP                  | Fred Proctor        | 4.16%  | 2,112    | 2,112.48 | 2,176.48 | 2,196.6  | 2,200.6  | 2,205.6  | 2,265.6  | 2,278.6  |          |          |          |          |          |          |          |
| | Alliance             | Jack Smith          | 1.46%  | 742      | 761.32   | 764.32   | 793.44   | 1,138.2  | 1,151.6  | 1,151.6  |          |          |          |          |          |          |          |          |
| | Vanguard             | Billy Hull          | 1.68%  | 852      | 852.24   | 953.24   | 961.24   | 961.24   | 962.24   |          |          |          |          |          |          |          |          |          |
| | Republican Clubs     | Seamus Lynch        | 1.68%  | 854      | 898.04   | 898.04   | 899.04   | 900.12   |          |          |          |          |          |          |          |          |          |          |
| | Alliance             | Keith Jones         | 1.33%  | 675      | 688.08   | 689.08   | 704.08   |          |          |          |          |          |          |          |          |          |          |          |
| | NI Labour            | John Stewart        | 1.12%  | 571      | 572.92   | 573.92   |          |          |          |          |          |          |          |          |          |          |          |          |
| | Independent Unionist | Tommy Lyttle        | 1.10%  | 560      | 560.24   |          |          |          |          |          |          |          |          |          |          |          |          |          |
| Électorat : 75,768 (67.03%) Valide : 50,784 Non valide : 1,286 Quota : 7,255 Participation : 52,070 (68.72%) |                      |                     |        |          |          |          |          |          |          |          |          |          |          |          |          |          |          |          |